# Espacenet
Espacenet (попередня назва esp@cenet) є вільним Інтернет-сервісом для пошуку патентів і патентних заявок. Проект Espacenet був започаткований у 1998 р. Європейською патентною організацією разом з її державами-членами.
Залучення історичних баз патентних документів різних країн перетворило Espacenet на ефективне джерело патентного пошуку, у тому числі в історичній ретроспективі.
Зокрема тут можливо переглянуті усі нетаємні авторські свідоцтва колишнього СРСР.
У 2015 р. Espacenet- сервіс містив дані про 90 мільйонів патентних публікацій.
У березні 2016 р. Espacenet розпочав повнотекстовий пошук англійських, французьких та німецьких патентних документів.